# Coreto da Praça da Matriz
O Coreto da Praça da Matriz é uma edificação localizada em Feira de Santana, município do estado brasileiro da Bahia. Foi tombada pelo Instituto do Patrimônio Artístico e Cultural da Bahia (IPAC) em 2002, através do processo de número 006.

O coreto foi construído construído pela Comissão da Igreja de Senhora Santana em 1916, tendo sido inaugurado no dia 24 de dezembro de 1969. Possui elementos pré-fabricados em ferro fundido, importado da Europa. A praça possui ainda caminhos concêntricos, áreas de canteiros gramadas e arborizadas, bancos e lampadários. Foi tombado pelo IPAC em 2002, recebendo tombo de bens imóveis (Inscrição 49/2002).